# Kelly Lai Chen
Kelly Lai Chen (chinois traditionnel : 雷震 ; pinyin : Léi Zhèn ; Wade : Lei Chen), de son nom de naissance Hsi Chungchien, né le 3 septembre 1933 à Shanghai et mort le 3 avril 2018 à Hong Kong, est un acteur hongkongais. Il apparait dans plus de 40 films entre les années 1950 et 1960 et est surtout connu pour ses interprétations de jeunes hommes sensibles. Il est le frère aîné de la célèbre actrice Betty Loh Ti et l'ex-mari de l'actrice d'arts martiaux Angela Mao.

## Biographie
Hsi Chungchien (chinois : 奚重儉) naît en 1933 et grandit dans une famille importante de Pudong à Shanghai, , propriétaire de l'usine Hsi Fuchi (奚福記). Il est le troisième enfant d'une fratrie de six dont Betty Loh Ti, de son nom de jeune fille Hsi Chung-i, est la plus jeune,. Leur grand-père maternel est le magnat Ku Chu-hsuan (zh), propriétaire du théâtre Tianchan (en) à Shanghai. À quatre ans, son père est tué par un bombardement japonais pendant la bataille de Shanghai,  sa mère meurt dix ans plus tard,. Il est élevé avec ses frères et sœurs par sa grand-mère maternelle.
Lorsque les communistes prennent le contrôle de la Chine continentale en 1949, sa grand-mère emmène les enfants à Hong Kong. Il s'entraîne à l'école des cadets de l'armée de l'air de la République de Chine à Taïwan pendant un semestre, mais est contraint d'abandonner en raison de l'historique familial de maladies cardiaques,.
Après son retour à Hong Kong, Kelly Lai Chen suit les cours de l'école de formation des acteurs de Motion Picture & General Investment (MP&GI, devenue Cathay Organization of Hong Kong). En 1956, il joue dans son premier film, Green Hills and Jade Valleys, réalisé par Yueh Feng. Dans son deuxième film, Golden Lotus, également réalisé par Yueh Feng, il joue aux côtés de l'actrice vedette Lin Dai. Le film connaît un grand succès et le propulse dans la célébrité,.
Dans les années qui suivent, il apparaît dans plus de 40 films,, dont Our Dream Car d'Evan Yang (en) en 1959, The Education of Love de Chung Kai-man en 1961 et Father Tin-lam de Wong Tin-lam (en) en 1963, aux côtés d'actrices populaires telles que  Ge Lan, Jeannette Lin Cui et Lucilla You Min. Il est connu pour ses portraits de jeunes hommes « doux, vulnérables et sensibles ».
En 1967, Lai, sa sœur Betty Loh Ti et le réalisateur Yuan Chiufeng fondent la Gold Eagle Film Company, qui produit un certain nombre de films d'arts martiaux sans succès commercial, comme Duel at the Supreme Gate en 1968.
Kelly Lai Chen arrête de jouer en 1971 et se focalise sur la production de films. Il prend sa retraite au début des années 1990, mais revient à l'écran pour le film Young and Dangerous 2 d'Andrew Lau en 1996 et In the Mood for Love de Wong Kar-wai en 2000, dans lequel il joue le patron de Maggie Cheung.
Kelly Lai Chen épouse la célèbre actrice taïwanaise d'arts martiaux Angela Mao, surnommée « la femme Bruce Lee ». Ils divorcent après six ans de mariage et il élève seul leur fille. Il meurt le 3 avril 2018, à Hong-Kong, à l'âge de 84 ans.